# Трегамі
Трегамі, гамбірі — одна з нурістанських мов Афганістану. На ній говорить народність трегамі, що населяє села Гамбір і Катар в афганській провінції Нурістан.
Відноситься до нуристанської групи індоіранської гілки індоєвропейських мов.
Близька до мови вайгалі — схожість в області лексики до 76-80 %.
Рівень грамотності низький.